# Adi Roche
Adi Roche (sinh năm 1955 tại Clonmel, County Tipperary, Ireland) là một nhà vận động vì hoà bình, viện trợ nhân đạo và giáo dục, người đã tập trung vào việc giải tỏa những đau khổ của các trẻ em trải qua Thảm họa Chernobyl.
Cô là giám đốc điều hành tự nguyện của tổ chức từ thiện Chernobyl Children International có trụ sở tại Ireland.

## Tuổi thơ
Adi Roche sinh ra ở Clonmel, Tipperary năm 1955. Sau khi tốt nghiệp trung học, cô đã đi làm cho Aer Lingus. Cô rời đi năm 1984 để làm việc toàn thời gian với tư cách là tình nguyện viên cho Chiến dịch Giải trừ hạt nhân của Ireland. Cô đã lập ra một Chương trình Giáo dục Hòa bình và chuyển giao nó trong hơn 50 trường học khắp Ireland. Năm 1990 cô trở thành người phụ nữ đầu tiên của Ireland được bầu vào ban giám đốc của Phòng Hòa bình Quốc tế tại Geneva.

## Chernobyl Children International
Năm 1991, Roche thành lập Chernobyl Children International, cung cấp viện trợ cho trẻ em Belarus, Đông Nga và Ukraine. Tổ chức này là một tổ chức phát triển quốc tế, y tế và nhân đạo làm việc với trẻ em và gia đình còn bị ảnh hưởng bởi thảm hoạ hạt nhân Chernobyl năm 1986.